# 2019年3月

## 3月1日
- 2020年美國總統選舉
  - 現任華盛頓州州長傑伊·英斯利宣布參加民主黨黨內的總統候選人初選，並以氣候變遷和環保議題作為競選政綱的主題。[1]
- 孟加拉外交部長向聯合國安理會宣布該國將不再接受來自緬甸的羅興亞難民。[2]

## 3月2日
- 龙飞船2号進行首次無人發射測試。[3]
- 朝鮮國務委員會委員長金正恩結束在美朝首腦會談破局後開始的越南國事訪問，並啟程乘專列返回平壤。[4]

## 3月3日
- 2019年愛沙尼亞議會選舉進行投票。[5]大選最後由在野改革黨擊敗執政中間黨和極右保守人民黨。[6]
- 美國亚拉巴马州遭到龍捲風吹襲，至少23人喪生。[7]

## 3月4日
- 2020年美國總統選舉
  - 前科羅拉多州州長約翰·希肯盧珀宣布參加民主黨黨內的總統候選人初選。[8]

## 3月5日
- 原红塔集团董事长、“褚橙”创建者，号称“亚洲烟王”、“橙王”的中国著名企业家褚时健逝世。[9]
- 醫學專家宣布英國有一名帶有人類免疫缺乏病毒 (HIV) 男子在2016年接受骨髓幹細胞移植手術。專家說該男子已停止服用抗HIV的藥物多月，但病毒並沒有復發。那位匿名男子則成為全球第二位「機能上治癒HIV」的人。[10]
- 新加坡政府宣布該國會於2024年或以前廢除現有以小六會考成績而把升中學生分為三個源流的制度，並把該國的普通水準和正常水準（英语：Singapore-Cambridge GCE Normal Level）會考合併成一個考試。[11]

## 3月6日
- 美國著名問答遊戲節目危險邊緣的主持人亞歷克斯·特里貝克向外界宣布他罹患第四期胰臟癌。[12]

## 3月7日
- 亞馬遜公司宣布在4月底關閉美國國內87間以實驗性質營運的外閃店，並計劃開設書店、專門售賣獲得四顆星評價或以上的商品的商店和更多的Amazon GO商店。[13]
- 南美洲國家委內瑞拉自當地時間晚上7時50分開始發生大停電，並影響全國23個州份中的22個。[14]
- 脫歐
  - 英國是日距離3月29日脫歐日還剩22日。歐盟官員呼籲英國政府在48小時內就北愛爾蘭和愛爾蘭的邊界問題提交「可接受的提議」，以打破雙方在該問題上的僵局。[15]

## 3月8日
- 中華人民共和國政府官方數據顯示該國二月的出口總額較2018年同期下跌20.7％，創下該國三年來最大的跌幅。[16]
- 南美洲國家委內瑞拉再次發生大停電。政府宣布全國停止上班上課。[17]
- 美國一個家庭聲稱一名醫生以視像會議向他們宣布他們在醫院留醫的家人命不久矣。視像會議則透過醫院一部裝有螢光幕的流動機械人發布給家人們。事件引起社會譁然。[18]

## 3月9日
- 2020年美國總統選舉
  - 民主黨籍總統候選人伊利沙伯·禾倫宣布，她如果當選成為總統的話，她會設法把亞馬遜公司、Facebook和Google等大型科技公司拆細，以提高企業間的競爭力和保護小型公司。[19]
- 根據最新的衛星圖片顯示，位於朝鮮民主主義人民共和國首都平壤附近一個彈道導彈和火箭組裝場地的活動有加劇跡象。這可能表示平壤政府正凖備發射火箭或衛星。[20]
- 一名女士在美國亞利桑那州利奇菲爾德公園市一家動物園內自拍時跨過分隔遊客和動物的障礙物並誤闖美洲豹生態區，最後被一隻美洲豹襲擊受傷。[21]
- 一对中国留学生情侣在伦敦嗑药后虐猫，结果造成猫非正常死亡。[22]

## 3月10日
- 新疆維吾爾自治區政協主席努爾蘭·阿不都滿金接受香港電台記者訪問時批評境外媒體對新疆再教育營進行的報道，直斥報道「胡說八道」和「不符合事實」，並稱那些再教育營僅是職業培訓學校而已。[23]
- 埃塞俄比亞航空302號班機空難
  - 一架隸屬埃塞俄比亞航空的波音737MAX客機從埃塞俄比亞亚的斯亚贝巴博莱国际机场起飛後不久墜毀。[24]
  - 埃塞俄比亞航空當局宣布機上149名乘客和8名機組人員全部罹難。[25][26]
  - 中華人民共和國駐埃塞俄比亞大使館人員指，機上乘客有8人持有中華人民共和國護照，並有一名香港人。[27]
  - 出事的波音737MAX客機，與在2018年10月發生的的獅子航空610號班機空難中的客機屬同一型號。[28]
- 2019年朝鮮民主主義人民共和國最高人民會議選舉举行，是次是該國領袖金正恩自掌政以來的第二次率領朝鮮勞動黨參選。[29][30]
- 委內瑞拉自本月7日開始的大停電，至今已經間接導致至少28人死亡。[31]
- 美國一名男子稱他擁有一盒錄下了歌手勞·凱利性侵犯未成年黑人女子的錄影帶，並已經把這盒錄影帶交給警方。勞·凱利現在正因為性侵犯的指控而被司法當局起訴。[32]

## 3月11日
- 埃塞俄比亞航空302號班機空難
  - 香港中文大學校方證實於空難中喪生的香港人名為曾成毅，是該校校友。[33]
  - 中國民用航空局勒令該國的航空公司在當地時間是日傍晚6時前停止所有波音737MAX飛機的商業飛行活動。[34]
- 脫歐
  - 英國是日距離3月29日脫歐日還剩18日。首相文翠珊宣布英國政府未能與歐盟在修訂脫歐協議的談判中取得突破。英國國會將於3月12日再次就脫歐協議投票表決。[35]
- 韓國歌手勝利因投資開設於首爾艾美酒店的夜店爆出暴力、販毒、性侵及賄賂警察等丑闻事件，此人也被列為嫌疑人而宣佈退出娛樂圈[36]。

## 3月12日
- 中国人民解放军南部战区海军航空兵一架战机在海南省乐东黎族自治县进行训练发生事故坠毁，机上的飞行员任永涛、粘金鑫遇难。

## 3月13日
- 美國司法部召開記者會，宣佈破獲美國有史以來規模最大的大學入學詐騙和賄賂案。牽涉到影視演員，企業執行長（英语：Gamal Aziz）等。[37]

## 3月15日
- 紐西蘭基督城有槍手持半自動步槍向當地兩所清真寺施襲，並透過facebook現場直播行兇過程，至少50人在襲擊中喪生。[38]

## 3月16日
- 2019年斯洛伐克總統選舉進行投票。[39]
- 印度尼西亚巴布亚省查亚普拉县发生严重水灾以及山泥倾泻，导致104人死亡。[40]

## 3月17日
- 印度尼西亚西努沙登加拉省龙目岛发生5.6级地震，导致6人死亡和182人受伤[41][42]。

## 3月18日
- 香港港鐵荃灣綫於當地時間凌晨3時進行新訊號系統測試期間，一列由中環站開往荃灣的列車在駛出車站不久，與另一列開往中環站的列車擦撞，幸當時列車沒載客，只有一名列車上司機受傷，港鐵事後暫停荃灣綫來住中環站和金鐘站的服務。[43][44]
- 荷兰乌得勒支一辆电车发生恐怖袭击，一名37岁的土耳其男子开枪打死3名乘客并弄伤另外9名后逃离现场，其后被警方逮捕[45]。

## 3月19日
- 哈萨克斯坦总统纳扎尔巴耶夫宣布辞职，参议院议长卡西姆若马尔特·托卡耶夫代理总统职务。[46]
- 俄罗斯总统普京签署具争议的新法案，赋予法院能以不尊重当局为由，对民众判处罚款与短暂监禁，并阻止媒体发布“假新闻”的权限。其中"公然不尊重社会、俄罗斯联邦官方的国家标志、俄联邦宪法以及行使国家权力机构材料的个人"，将被处以罚款或最高15天监禁[47]。

## 3月21日
- 中国江苏省盐城市一化工厂发生爆炸[48]。
- 伊拉克摩苏尔發生沉船事故，造成超過100人喪生。[49]
- 日本職業棒球運動員鈴木一朗宣佈退役。[50]

## 3月22日
- 中国湖南省常德市一客车发生起火。
- 中国湖北省枣阳市发生恶意撞人事件，造成7人死亡、8人受伤，凶手被当场击毙。[51]
- 美洲開發銀行執行董事會在華盛頓開會，決定取消原定下周在中國成都舉行的年會，據報因為中國拒絕向委內瑞拉反對派領袖瓜伊多支持的哈佛經濟學者豪斯曼代表發出簽證，其與會資格早前已獲得組織成員國開會討論認可。執行董事會會在30日內投票重新安排年會舉辦事宜[52]。

## 3月23日
- 马里中部莫普提区發生針對富拉尼牧民的襲擊，造成至少134人喪生。[53]

## 3月24日
- 2019年泰國眾議院選舉進行投票。[54]
- 雅加達地鐵通車。[55]
- 美国司法部發表特別檢察官羅伯特·穆勒「通俄門」調查報告摘要，认为總統特朗普及其竞选团队没有在2016年大选中串通俄罗斯。[56]
- 2019年科摩羅總統選舉進行投票。[57]

## 3月25日
- 美國總統唐納·川普簽署公告，承認戈蘭高地是以色列領土。[58]

## 3月26日
- 2019年3月26日，欧洲议会投票日。
  - 经表决，以348票支持、274票反对获得通过[59]，并正式生效[60]。
  - 经表决，废除夏令时的法案以410票支持，192票反对获得通过。2021年之后，欧盟将不强制其成员国实行夏令时制度[61]。

## 3月28日
- 日本女演歌歌手森昌子宣佈退休。

## 3月30日
- 2019年斯洛伐克总统选举进行第二轮投票。

## 3月31日
- 2019年烏克蘭總統選舉進行投票。[62]
- 2019年斯洛伐克总统选举第二轮投票结果公布，苏珊娜·查普托娃以58.40%的得票率成为斯洛伐克首位女总统。[63]
- 2019年土耳其地方選舉進行投票。[64]